# 程家檉

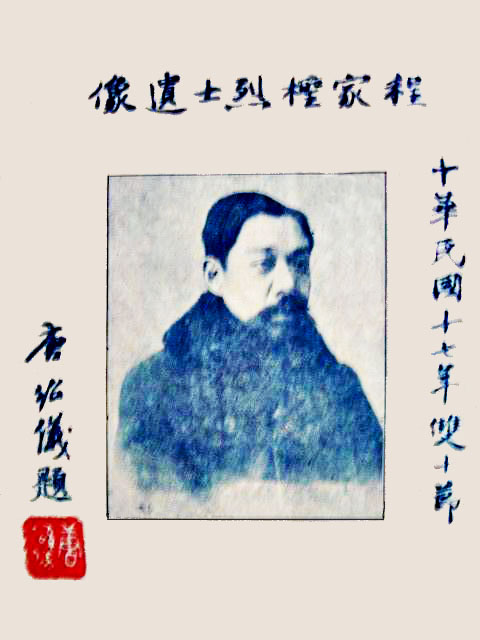

程家柽（1874年—1914年9月23日），字韵荪，一字下斋。安徽休宁人。中国民主革命家，同盟會的第一組織者。
张继称:“中山提倡革命者也，克强实行革命者也，韵荪组织革命者也。”

## 生平

### 在日本的革命生涯
1874年，程家柽生於安徽休寧汊口村，父親程承翰是舉人，祖父程麗芬是御醫，湖北道台。五歲發蒙，後中秀才。1897年，跟隨祖父武昌，進入两湖书院學習。1899年9月，他经张之洞和两湖书院选送，官费出国留学，入日本东京帝国大学学习农科。1901年春，他在日本结识孙中山，并加入了兴中会。1902年，程家柽和张继、秦毓鎏等20余人在东京发起成立青年会，鼓吹革命。他还介绍了钮永建、吴稚晖等一大批中国留日学生结识了孙中山。
1903年，由于俄国拒不遵守约定撤走占领中国东北的军队，反而向清廷提出了七项无理要求，遭到中国上下反对。1903年4月29日，程家柽和秦毓鎏、叶澜等发起在东京锦辉馆召开中国留日学生大会，大会决定组织拒俄义勇队到中国东北前线和俄国军队作战，当场就有黄兴、刘揆一等二百余人报名参加义勇队。
1905年6月24日，宋教仁主持的《二十世纪之支那》在东京创刊，程家柽和宋教仁、田桐等均为创办者。1月22日，召开集资办刊动员大会，但股金筹措不力。为此，杂志社于3月19日召开全体人员会议，编辑长陈天华当场提出辞职，程家柽主动担任编辑长。该刊第二期因刊载《日本政客之经营中国谈》一文，遭到日本警察封禁和没收。程家柽幸获大隈重信、犬养毅等日本人士帮助而免于牢狱之灾。不久，孙中山从美洲到日本。1905年7月28日，程家柽邀集黄兴、陈天华、宋教仁、白逾桓、田桐、张继、但焘、吴旸谷等人在《二十世纪之支那》社和孙中山见面。这是黄兴和孙中山第一次见面。大家就革命团体联合事宜进行了磋商。7月30日，兴中会、华兴会、光复会、科学补习所等革命团体的骨干在东京召开中国同盟会筹备会，推举程家柽、黄兴、宋教仁、陈天华、张继、马君武等人起草会章。8月20日，中国同盟会在东京召开成立大会，大会通过了中国同盟会《总章》和《军政府宣言》，推举孙中山任总理，黄兴任庶务长，程家柽任外交部长。

### 肃亲王的高级幕僚
1906年年初，京师大学堂聘请程家柽为农科教习。1906年春，程家柽回到北京，就任京师大学堂教习。肃亲王善耆对其礼遇有加，他遂乘机在北京等地扩张同盟会的势力。1906年12月，萍浏醴起义爆发，同盟会会员、留日学生胡瑛奉孙中山之命回到中国准备联络湖北日知会举兵响应起义，后胡瑛、刘静庵、朱子龙等在汉口被逮捕，被判处斩决。程家柽遂冒用善耆的名义致电两江总督张之洞，为胡瑛等人说情。后来他将冒用之事告诉了善耆，经善耆的亲信及家人说情，善耆未惩罚程家柽，还派刘道仁到湖北为胡瑛等人向张之洞说情，使胡瑛等人免遭斩决，而改为十年监禁。
1907年春，同盟会会员白逾桓从日本回到中国，成立中国同盟会辽东支部，准备在奉天（今沈阳）举行起义。因日本人古川清告密，白逾桓被东三省总督徐世昌逮捕。白逾桓写信向程家柽求救，程家柽遂设法在白逾桓被押解回原籍湖北天门途中使白逾桓逃脱。白逾桓逃脱后先到日本，后来又潜回北京，成为程家柽的助手。

### 为革命奔走于中日
1907年，同盟会机关报《民报》因经费不足而无法继续印行。程家柽遂将《天讨》（《民报》增刊）准备刊登革命党人欲暗杀军机大臣铁良一事透露给铁良。铁良得知后十分紧张，以万金托程家柽消弭此事。程家柽得款后到日本，将此款上交同盟会总部作为活动经费，使《民报》继续印行。
原同盟会会员刘师培误以为程家柽已降清，遂找日本人北辉次郎、清藤幸七郎与程家柽商议“欲以十万金而鬻孙文之首”。程家柽佯装同意，事后告知同盟会骨干刘揆一、宋教仁等人，使孙中山免于遇刺。刘师培得知计划泄露后，派人将程家柽诱骗到隐蔽的场所，同北辉次郎、清藤幸七郎一起围殴程家柽。幸而警察赶到，程家柽未被打死，被送至医院。在医院期间，他受到一些不明真相的中国留日学生来信斥责，被辱为“通敌叛党”的“无耻汉奸”。
伤愈出院后，程家柽返回中国北京，继续在清朝亲贵间活动。其间，他利用关系陆续解救了孙毓筠、权道涵、张继、孙元等同盟会骨干。清吏汪荣宝将此事告密于军机大臣袁世凯，程家柽遂被逮捕，后被太保世续营救出狱。此后袁世凯继续命人追捕程家柽。程家柽得到日本驻华公使馆武官井上一雄的帮助，逃到日本。袁世凯先后命三人到日本行刺程家柽，均未得手，遂又派新剧大家刘麟到日本追踪程家柽。住在日本西京下鸭村的程家柽知道刘麟抵达日本后，通过自己的周旋和黄兴、宋教仁等人的劝说，使刘麟此后“唯以演剧自娱，绝足不登袁氏之门”。
1910年3月31日，汪精卫、黄复生、罗世勋等谋炸摄政王载沣而被捕。法部尚书廷杰、大学士那桐、学部侍郎宝熙等主张判处三人死刑。程家柽通过民政部尚书善耆向载沣说情，使三人免于死刑。汪精卫、黄复生被判处终身监禁，罗世勋被判处十年监禁。
1911年3月，他和白逾桓等人创办《国风日报》，宣传反清革命。1911年4月28日，黄花岗之役失败，两广总督张鸣岐致电民政部，称许多革命党人进入了长江流域及北京等地区。民政部尚书善耆获悉后，立刻找程家柽询问。程家柽由于已从宋教仁来信中得知同盟会将有大动作，遂极力麻痹善耆。这为武昌起义赢得了宝贵的时间。

### 辛亥革命及其后
1911年武昌起义爆发后，他和吴禄贞、张绍曾、蓝天蔚等秘密策划新军起义，围攻北京，但因吴禄贞11月7日遇刺身亡而未果。吴禄贞也是程家柽长期培养的掌握军队的革命派人士。1911年11月，程家柽和白逾桓、汪精卫等共同在天津成立了京津同盟会分会。此后，程家柽与京津同盟会分会暗杀部的同志谋炸袁世凯。1912年1月16日上午，东华门事件发生，乘坐马车的袁世凯险些被炸。当天，张先培、黄芝萌、杨禹昌被袁世凯下令逮捕，遭到杀害。
不久，某日深夜，日本人须佐橘治持械闯入程家柽在北京海岱门内麻线胡同的住宅，袭击程家柽，被程家柽夺下凶器。此事是因为善耆和良弼发现程家柽策划了许多反清事件，遂悬赏一万五千金刺杀程家柽，须佐橘治即由他们派遣。
1912年，他任安徽军政府高等顾问。袁世凯任中华民国临时大总统后，他返回家乡。 1913年二次革命期间，他奉黄兴之命到安徽、江西，协助柏文蔚、李烈钧讨袁。二次革命失败后，他留在北京，继续同袁世凯斗争，其间写下《袁世凯黄梁梦》一文，揭露袁世凯的阴谋。1914年初，他和熊世贞等人组织“铁血团”，企图暗杀袁世凯，后来事机败露，他遭到逮捕。1914年9月23日，他在北京被杀害。时年40岁。